# Hervorragender Genossenschaftler
Hervorragender Genossenschaftler war eine staatliche Auszeichnung  der Deutschen Demokratischen Republik (DDR), welche in Form eines Ehrentitels mit Urkunde und einer tragbaren Medaille verliehen wurde.

## Beschreibung
Gestiftet wurde diese Auszeichnung am 18. Februar 1954. Seine Verleihung erfolgte an Mitglieder der landwirtschaftlichen und gärtnerischen Produktionsgenossenschaften, aber auch an Produktionsgenossenschaften der Binnen-, See- und Küstenfischerei, wenn die zu Beleihenden an der Entwicklung ihrer Genossenschaft und am Aufbau des Sozialismus in der Landwirtschaft hervorragenden Anteil hatten. Die Verleihungshöchstzahl erhöhte sich von Jahr zu Jahr, so konnte der Ehrentitel verliehen werden:
- 1958: 100-mal jährlich
- ab 1958: 200-mal jährlich
- ab 1978: 250-mal jährlich.

Auszeichnungen für ganze Kollektive wurde üblicherweise in der Kantine der Genossenschaft oder im Festsaal in Form einer Urkunde und/oder Medaille an der Wand aufgehängt.

## Medaille zum Ehrentitel

### Aussehen
Die aus Bronze bestehende Medaille mit einem Durchmesser von 33 mm zeigt auf ihren Avers eine strahlende aufgehende Sonne, davor eine Ähre, die aus dem Boden wächst. Unter der Ähre befindet sich halbkreisförmig ein nach oben offener Lorbeerkranz, der an der Umschrift: HERVORRAGENDER GENOSSENSCHAFTLER endet. Das Revers der Medaille zeigt das Staatswappen der DDR.

### Trageweise
Getragen wurde die Medaille auf der linken oberen Brustseite an einer 34 × 11 mm grün bezogenen Ordensband. Auf ihm ist ein schwarz-rot-goldener Mittelstreifen eingewebt.